# Catalogo ragionato

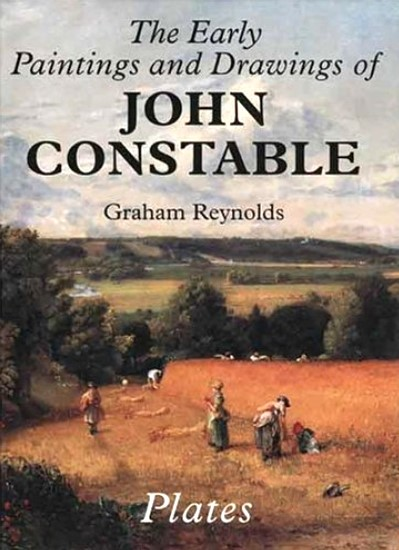
Un volume dal catalogo ragionato di Graham Reynolds su John Constable.

Un catalogo ragionato è un elenco completo, con annotazioni, di tutte le opere note realizzate da un artista sia in un particolare mezzo o in tutti i media. Le opere sono descritte in modo tale da poter essere identificate in modo affidabile anche da terzi.
Ci sono molte varianti, sia in senso più ampio che più stretto: "tutte le opere" o "un artista". I parametri possono essere limitati a un genere di opere d'arte di un artista o allargati a tutte le opere di un gruppo di artisti.
Possono essere richiesti molti anni per completare un catalogo ragionato e grandi gruppi di ricercatori sono talvolta assegnati a tale compito. Ad esempio, è stato riferito, nel 2013, che la Dedalus Foundation (fondata dal pittore astratto-espressionista Robert Motherwell) impiegò 11 anni per completare il catalogo ragionato, in tre volumi dell'opera di Motherwell, che è stato pubblicato dalla Yale University Press nel 2012, alla cui stesura parteciparono 25 persone.
I primi esempi erano costituiti da due parti distinte, una biografia e il catalogo stesso. La loro controparte moderna è il catalogo critico che può contenere opinioni personali dell'autore.

## Questioni grammaticali e linguistiche
Il termine catalogo ragionato in lingua francese catalogue raisonné significa contenente gli argomenti per le informazioni fornite, ad esempio attribuzioni.

## Esempi
Un esempio di tutte le opere di un gruppo di artisti è:
- A Catalogue Raisonné of the Works of the Most Eminent Dutch, Flemish, and French Painters di John Smith; pubblicato da Smith & Son, London in 9 volumi 1829–42

In rari casi "catalogo ragionato" non si riferisce all'arte o ad un artista, ma ad una raccolta istituzionale, ad esempio:
- Susan L. Braunstein, Five Centuries of Hanukkah Lamps From the Jewish Museum: A Catalogue Raisonné, editore: The Jewish Museum (New York) sotto gli auspici del Jewish Theological Seminary of America e della Yale University Press New Haven, New York; 2004

La maggior parte degli artisti lavorano con vari media, ad esempio, oli, acquerelli, sculture. In alcuni casi, un catalogo ragionato è limitato ad opere di un artista in un solo settore, per esempio:
- Werner Spies, Picasso; The Sculptures – With Catalogue Raisonné; editore: Hatje Cantz 2000

Per un esempio dove i parametri sono limitati alle stampe, in diversi periodi di tempo, di un artista (Jim Dine) si veda:
- Jim Dine Prints: 1977–1985; A Catalogue Raisonné; Ellen G. D'Oench; Jean E. Feinberg; editore: Harper & Row Publishers, New York, 1986

Il primo catalogo ragionato delle opere giovanili di un artista e il primo catalogo ragionato non autorizzato delle opere di un artista vivente:
- William Cole, The Juvenilia of William Kentridge:  An Unauthorized Catalogue Raisonné; editore: Cole & Contreras, Sitges, 2016.

Esempi di cataloghi ragionati on line:
- Richard Stephens, A Catalogue Raisonné of Francis Towne (1739-1816) (Londra: Paul Mellon Centre for Studies in British Art, 2016)
- Paul Spencer-Longhurst, Richard Wilson: Online Catalogue Raisonné (London: Paul Mellon Centre for Studies in British Art, 2014).
- Walter Feilchenfeldt, Jayne Warman e David Nash,I dipinti di Paul Cézanne: An Online Catalogue Raisonné (2015)
- Louise Bourgeois: The Complete Prints and Books
- Edwin Dickinson Catalogue Raisonné
- John F. Folinsbee Catalogue Raisonné
- Fitz Henry Lane: An Online Project under the Direction of the Cape Ann Museum
- Tom Thomson Catalogue Raisonné
- Joaquín Torres-García Catalogue Raisonné
- Jack Tworkov Catalogue Raisonné

## Rembrandt, un esempio di catalogo modificato
I cataloghi ragionati sono spesso compilati ben dopo la morte dell'artista. Nel caso di Rembrandt, gli storici dell'arte, nel corso degli anni, hanno tentato di catalogare le sue opere presenti in varie collezioni d'arte, documentando i dipinti di Rembrandt presenti negli inventari immobiliari. Oggi l'autorevole catalogo ragionato dei dipinti di Rembrandt è realizzato dal Rembrandt Research Project, uno studio in corso, delle sue opere, utilizzando una varietà di tecniche forensi. Oltre ai dipinti, ci sono circa 20 cataloghi che pretendono di elencare le incisioni complete di Rembrandt; ognuno inserito nell'altro, in alcuni casi con l'aggiunta di incisioni, in altri con rimozioni e in altri ancora aggiungendo diversi stati delle incisioni. I cataloghi importanti sono:
- 1751; The first significant catalogue was by the Paris art auctioneer, Edme-François Gersaint.[7]
- 1797; il curatore viennese, Adam Bartsch, fece uscire una nuova edizione che divenne il riferimento classico (89 delle 375 voci di Bartsch non sono più considerate stampe di Rembrandt).
- 1895 - 1922; Woldemar von Seidlitz, Die Radierungen Rembrandts: Mit Einem Kritischern Verzeichnis Und Abbildung Samtlicher Radierungen; editore: Leipzig: E. A. Seemann Verlag, 1922, Leipzig – Seidlitz aggiunse 3 stampe non presenti in Bartsch ma ora attribuite a Rembrandt.
- 1912 - 1923; Hind, Arthur Mayger, A Catalogue of Rembrandt's Etchings; chronologically arranged and completely illustrated, 2 vols, London, Methuen & Co Ltd.
- 1969; White, Christopher; Boon, Karel G, Rembrandt's Etchings: An Illustrated Critical Catalogue, 2 vols, Amsterdam, Van Gendt & Co, aggiunte ulteriori illustrazioni di diversi livelli ma continua ad usare la numerazione Bartsch dove applicabile.

## Ruolo nell'autenticazione delle opere
The New York Times ha descritto i cataloghi ragionati come, compendi scientifici definitivi delle opere di un artista, l'"arbitro supremo del vero e falso". Nel caso degli artisti deceduti, il produttore di un catalogo ragionato, che è considerato come un testo standard, può avere un notevole potere nel determinare se una particolare opera è considerata autentica o meno. In questo contesto i produttori possono comprendere autori, editori o comitati editoriali.
L'inclusione o l'esclusione da un catalogo ragionato rispettato possono avere un effetto considerevole sul prezzo di mercato di un'opera, pari in alcuni casi, a grandi somme di denaro. L'inclusione è stata chiamata la differenza tra "grande ricchezza e la normalità," e le case di aste talvolta rifiutano opere non elencate. Di conseguenza, gli autori di cataloghi ragionati sono stati il bersaglio di azioni legali, e presumibilmente di tangenti e persino minacce di morte anche se nessuna prova di questi ultimi è giunta nei tribunali.
In una edizione del programma televisivo della serie di documentari della BBC, Fake or Fortune?, in onda nel Regno Unito il 19 giugno 2011, il soggetto era l'autenticità del dipinto di Monet, Bords de la Seine à Argenteuil. Il dipinto venne sottoposto al giudizio del Wildenstein Institute, editore dei cataloghi ragionati ampiamente accettato come autorevole in materia di dipinti di Monet. Il risultato di questa richiesta fu che l'Istituto, in conformità con i desideri di un discendente dell'autore originale dei cataloghi, rifiutò di includerlo nelle edizioni future. Questa decisione venne presa nonostante il fatto che l'Istituto avesse ricevuto notevoli evidenze dell'autenticità del dipinto.
In contrasto con questa decisione l'edizione del programma in onda nel Regno Unito il 19 gennaio 2014 investigò su un gruppo di dipinti attribuiti al pittore post-impressionista francese Édouard Vuillard e in questa occasione una commissione dell'Istituto Wildentstein decise che i dipinti dovessero essere inclusi nel proprio catalogo ragionato dell'artista. Il mercante d'arte e storico Philip Mould dichiarò, durante la presentazione del programma, che questo dipinto aveva il valore di circa 250.000 £ in quanto accettato per l'inserimento nel catalogo ragionato, ma che se non lo fosse stato il suo valore sarebbe stato di appena £ 1.500 "come un pezzo d'arte decorativa" - meno dell'1% del valore attribuito.
Nel 2012 il New York Times riferì che alcuni studiosi e fondazioni artistiche avevano deciso di non pubblicare futuri cataloghi ragionati, perché temevano di essere citati in giudizio da parte di acquirenti o venditori insoddisfatti delle loro conclusioni. La questione se i produttori di cataloghi ragionati dovessero accettare la responsabilità di determinare l'autenticità delle opere venne discussa in un seminario il 29 marzo 2012 presso Christies, a New York, sotto gli auspici del catalogo ragionato Scholars Association.
Un esempio di politica individuale è dato dalla politica dichiarata dal Wildenstein Institute per quanto riguarda l'autenticazione di opere d'arte che (all'8 febbraio 2014) era la seguente: "Dopo l'esame, e sulla base del parere dei membri del comitato, viene fatta una raccomandazione nella forma dell'intenzione di includere o non includere l'opera in fase di studio; una terza possibilità è quella di continuare l'esame dell'opera. In nessun caso è una raccomandazione da considerarsi come un certificato di autenticità o di valutazione, e nessuna giustificazione sarà fornita per tale raccomandazione". Questa politica contrasta con il testo della lettera dell'Istituto che è stata letta nel programma televisivo sul dipinto di Monet, in cui l'Istituto appariva rifiutare l'autenticità dell'opera.
Le difficoltà possono verificarsi quando più di un catalogo ragionato viene pubblicato per la stessa opera. Le opere dell'artista Amedeo Modigliani sono oggetto di almeno cinque cataloghi ragionati.

### Distruzione dei dipinti
Anche se non vi è alcun catalogo ragionato pubblicato per un determinato artista, ci può essere una organizzazione che pubblica autenticazioni delle opere che hanno lo stesso effetto di un catalogo formale. Nella edizione della prima trasmissione di Fake or Fortune?, nel Regno Unito il 2 febbraio 2014, venne descritto un esempio di tale comitato. Il tema del programma era una pittura che portava la firma di "Marc Chagall" implicando che era stata dipinta dall'artista franco-russo. Era stata inclusa in un documento di riferimento sul pittore, ma non nella più recente edizione di quel lavoro, e le prove forensi avevano dimostrato che era stata dipinta con pigmenti non disponibili al momento in cui si pretendeva fosse stata eseguita. Nonostante questa evidenza incerta di autenticità, i creatori del programma la sottoposero a un gruppo denominato "Comitato Chagall", che comprendeva i discendenti dell'artista. Questo comitato stabilì che il dipinto era un falso e cercò di ottenerne la distruzione sia con il consenso del proprietario o, in mancanza, per ordine del tribunale ai sensi della legge francese sul diritto morale. Lo storico dell'arte Bendor Grosvenor criticò la decisione del Comitato Chagall di chiedere la distruzione del dipinto, che contrastava con le politiche del Wildenstein Institute quando l'opera gli venne sottoposta: "Qualunque sia la raccomandazione del comitato, il lavoro sarà restituito al momento della presentazione della ricevuta di consegna". Il presentatore e mercante d'arte Philip Mould disse "Ora ci [penserei] tre volte o più prima di inviarlo a Parigi. Azioni come quelle proposte dal Comitato possono avere l'effetto di danneggiare il progresso della storia dell'arte."